# Анджела дю Мор'є
Анджела дю Мор'є (англ. Angela du Maurier; 1 березня 1904, Лондон — 5 лютого 2002, там само) — британська письменниця та акторка. Старша сестра Дафни дю Мор'є.

## Життєпис
Анджела дю Мор'є була старшою з трьох дітей актора сера Джеральда дю Мор'є (1873—1934) і акторки Мюріель Бомонт (1877—1957). Її дідусем був художник і письменник Джордж дю Мор'є (1834—1896), автор роману «Трільбі» (1894). Її молодшими сестрами були письменниця Дафна дю Мор'є (1907—1989) і художниця Жанна дю Мор'є (1911—1997). Її рідною тіткою була Сільвія Левелін-Девіс (1866—1910), відома своєю дружбою з Джеймсом Баррі й тим, що п'ятеро її синів стали прототипами персонажів його повісті про Пітера Пена.
Отримавши, як і її сестри, майже виключно домашню освіту, Анджела за сімейною традицією розпочала кар'єру акторки і два сезони поспіль грала роль Венді Дарлінг в постановці «Пітера Пена» Дж. Баррі (роль Пітера виконували Гледіс Купер та Дороті Діксон), та скоро полишила сцену і почала писати.
Є автором 11 романів, однієї збірки оповідань та двох автобіографічних книг — «Це всього лиш сестра» (1951) та «Спогади старої діви» (1965).
Під час Другої світової війни разом з сестрою Жанною працювала в Головному об'єднанні робітників сільського господарства для вдоволення потреб населення. Після смерті батька довгий час жила в Італії, та врешті оселилася разом з матір'ю в Феррісайді, маєтку родини дю Мор'є в Корнуоллі, — навпроти порту Фоуї, де й прожила решту свого життя.
Письменниця ніколи не була у шлюбі і не мала дітей.
Анджела дю Мор'є пережила обох своїх молодших сестер і померла у Лондоні 5 лютого 2002 року — за місяць до свого 98-го дня народження.